# Give Peace a Chance
Give Peace a Chance (englisch für: Gebt dem Frieden eine Chance) ist ein Lied von John Lennon, das am 1. Juni 1969 von Lennon, Yoko Ono und weiteren Beteiligten während eines „Bed-ins“ im Queen Elizabeth Hotel in Montreal aufgenommen und unter dem Gruppennamen Plastic Ono Band veröffentlicht wurde. Es war die erste Solosingle eines Mitglieds der Beatles.

## Hintergrund

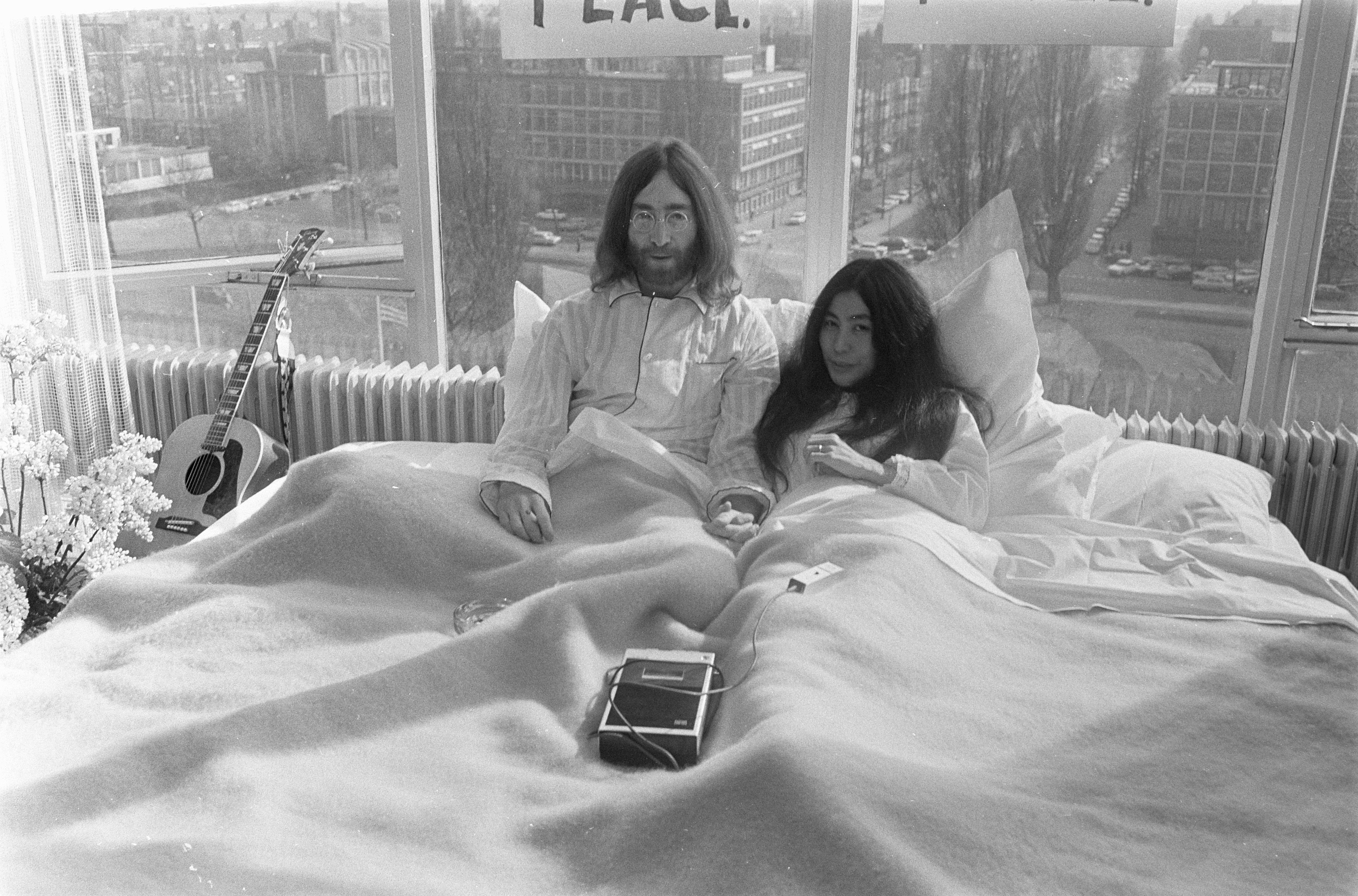
John Lennon und Yoko Ono in Amsterdam, 1969

Nach ihrer Hochzeit am 20. März 1969 in Gibraltar begannen John Lennon und Yoko Ono ihre mehrmonatigen, international großen Pressewirbel auslösenden Aktionen für den Frieden. Noch während ihrer Flitterwochen in Amsterdam luden sie ausgewählte Pressevertreter in ihr Hotelzimmer ein, denen sie im Bett liegend ihre Beweggründe für eine „Kampagne für den Frieden“ darlegten. Die Aktion wurde schnell als „Bed-in“ bezeichnet. Während der nächsten Monate setzten Lennon und Ono ihre „Bed-ins“ fort, veranstalteten ein „Bag-in“ in Wien, bei dem sie sich dem Publikum in einem weißen Sack sitzend präsentierten und nahmen diverse experimentelle Kompositionen auf.
Während ihres Aufenthalts in Montreal Ende Mai antwortete Lennon einem Reporter auf die Frage, was er mit seinen Protesten bezwecke, „Alles was wir sagen ist: Gebt dem Frieden eine Chance“, woraus sich spontan das Lied entwickelte. Der Song war absichtlich einfach gehalten, mit zwei Akkorden und einem Refrain, bei dem jeder mitsingen konnte. Die Strophen hingegen waren größtenteils Unsinn, so enthielt die dritte Strophe das Wort "Masturbation", dies wurde von Lennon in den veröffentlichten Texten in "Mastication" (deutsch: Kauen) geändert, da Lennon Kontroversen vermeiden wollte.
Lennon spielte Give Peace A Chance mit der Plastic Ono Band auf dem Toronto Rock and Roll Revival Festival am 13. September 1969. Er leitete den Song mit den Worten "This is what we came for, really" ein. Lennon sang teilweise einen neuen Text während des Auftritts ein. Die Version wurde im Dezember desselben Jahres auf dem Album Live Peace in Toronto 1969 veröffentlicht. Eine weitere Liveversion von Give Peace A Chance ist auf Album Live in New York City enthalten, das am 30. August 1972 im New Yorker Madison Square Garden aufgenommen wurde. Es fanden zwei Konzerte, eine Matinee und ein Abendkonzert, statt, die als „One To One“-Konzerte mit Spenden für geistig behinderte Kinder angekündigt wurden. Give Peace A Chance war das letzte Lied des zweiten Konzerts.
John Lennon sagte 1980 im Nachhinein über das Lied: „Es war nicht so: ‚Du musst Frieden haben!‘ Geben Sie dem Ganzen einfach eine Chance. Wir schaffen hier kein Evangelium – wir sagen nur, wie wäre es zur Abwechslung mal mit dieser Version? Wir glauben, dass wir das Recht haben, in Zukunft mitzubestimmen. Und wir glauben, dass die Zukunft in Ihrem Kopf gemacht wird.“

## Aufnahme

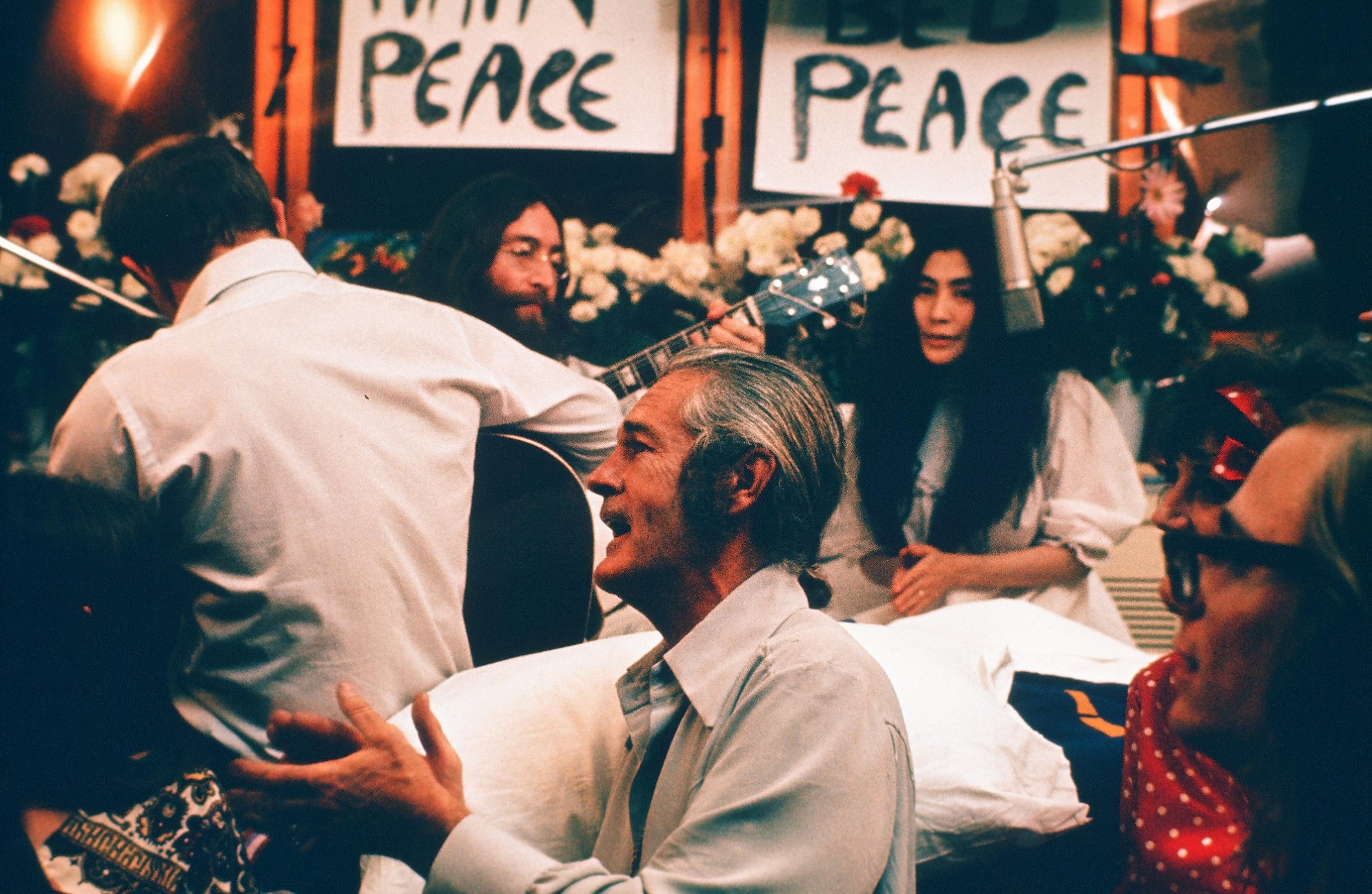
Aufnahme von Give Peace a Chance mit John Lennon und Yoko Ono, im Vordergrund Timothy Leary

Am 1. Juni 1969, dem letzten Tag der Friedensaktionen, ließen sich John Lennon und Yoko Ono ein Aufnahmegerät auf ihr Hotelzimmer 1742 des Queen Elizabeth Hotels in Montreal, Kanada bringen und spielten das Lied mit allen Anwesenden, darunter Allen Ginsberg, Timothy Leary, Derek Taylor und Petula Clark live ein. Während Lennon mit seiner Gitarre neben Ono auf dem Bett saß und sang, tanzten Mitglieder des kanadischen Radha-Krishna-Tempels durch das Zimmer. Eine Schranktür wurde immer wieder geöffnet und geschlossen, um einen Rhythmus zu erzeugen, und die verschiedenen versammelten Gäste sangen im Chor. Give Peace a Chance wurde in vier Takes aufgenommen, obwohl auch eine Probe vor der Aufnahme aufgezeichnet wurde. Die Probeaufnahme wurde 1998 auf dem John Lennon Anthology Boxset veröffentlicht. Toningenieur der Aufnahmen war Andre Perry. Im Les Studios Andre Perry wurden am 2. Juni noch Chorgesang und Perkussion Overdubs aufgenommen. Die endgültige Abmischung erfolgte durch Ken Scott.
Die gesamte Aufnahme wurde gefilmt und in den folgenden Monaten als zwei separate Werbefilme veröffentlicht.
Besetzung:
- John Lennon: Gesang, Akustische Gitarre
- Yoko Ono: Gesang
- Tommy Smothers: Akustische Gitarre
- Allen Ginsberg, Timothy Leary, Petula Clark, Rosemary Woodruff, Derek Taylor, Murray the K, Dick Gregory, Abraham Feinberg und andere: Chorgesang
- Kanadische Sektion des Radha-Krishna-Tempels: Gesang, Schlagzeug, Fingerbecken

Ein weiteres Lied, Yoko Onos Remember Love, wurde ebenfalls in Raum 1742 aufgenommen, nachdem die Gäste gegangen waren.

## Veröffentlichungen

### Singleveröffentlichungen
- Die Single Give Peace a Chance erschien am 4. Juli 1969 und enthielt auf der B-Seite die Ono-Komposition Remember Love.[2]

Nachdem schon die im Mai erschienene Beatles-Single (allerdings waren an der Aufnahme nur John Lennon und Paul McCartney beteiligt) The Ballad of John and Yoko ihre Hochzeit und die danach folgenden Friedensaktionen dokumentierte, erschien im Juli Give Peace a Chance als erste Solo-Single eines Beatles überhaupt – veröffentlicht unter dem Namen Plastic Ono Band – letztere war bis zu diesem Zeitpunkt ein reines Fantasie-Konstrukt. Dies und das vermehrte Auftreten Lennons ohne die anderen drei Beatles nährte die seit einiger Zeit andauernden Trennungsgerüchte zusätzlich – tatsächlich sollten die Beatles nur noch wenige Monate bestehen. Im Spätsommer des Jahres teilte Lennon den anderen Bandmitgliedern mit, nicht mehr weitermachen zu wollen. Die Pressevorstellung der Plastic Ono Band fand am 3. Juli in der Chelsea Town Hall, London, statt. Als sich Lennon und Ono von ihrem Autounfall in Schottland erholten, wurden ihre Plätze von Ringo Starr und seiner Frau Maureen eingenommen.
Obwohl das Lied kein Titel der Beatles ist, lag die Urheberschaft zunächst offiziell beim Komponisten-Duo Lennon/McCartney, wie bei Beatles-Songs zu dieser Zeit üblich. Bei einigen späteren Veröffentlichungen wurde ausschließlich Lennon genannt. Lennon sagte 1980 dazu: „Ich habe es nicht mit Paul geschrieben. Aber nochmals, aus Schuldgefühlen heraus, hatten wir immer das Ding, dass unsere Namen auf Songs stehen würden, auch wenn wir sie nicht geschrieben haben. Es war eigentlich eine dumme Sache. Es hätte Lennon-Ono sein sollen.“
- Im Januar 1981 wurde in Deutschland die Single Give Peace a Chance als 7″-Vinyl[3] und 12″-Vinyl-Version[4] wiederveröffentlicht.
- Im März 1984 erschien in Großbritannien die Single Give Peace a Chance/Cold Turkey[5]
- Im Dezember 1999 erfolgte eine Wiederveröffentlichung von Imagine im CD-Format: Imagine, Happy Xmas (War Is Over), Give Peace a Chance und Imagine (Video).[6]

### Albumveröffentlichungen
- Am 12. Dezember 1969 erschien das Livealbum Live Peace in Toronto 1969 auf dem sich Give Peace a Chance befindet.
- Eine weitere Liveversion erschien am 24. Januar 1986 auf dem Livealbum Live in New York City
- Im November 1998 wurde auf der John Lennon Anthology eine Probeaufnahme von Give Peace a Chance veröffentlicht.
- Give Peace a Chance befindet sich auf folgenden John Lennon-Kompilationsalben: Shaved Fish (eine auf eine Minute editierte Version), The John Lennon Collection, Imagine: John Lennon (Music from the Motion Picture), Lennon, Lennon Legend: The Very Best of John Lennon, Instant Karma: All-Time Greatest Hits, Working Class Hero: The Definitive Lennon, The U.S. vs. John Lennon, Gimme Some Truth, John Lennon Collector’s Edition, Power to the People: The Hits, ICON und Signature Box.
- Am 4. August 2005 erschien das Kompilationsalbum Peace, Love & Truth, auf dem sich neben der Standardversion von Give Peace a Chance noch die beiden Remixe Give Peace a Chance Remix 2005 (featuring The Voices of Asia) (6:11) und Give Peace a Chance (Y2K+) (3:54) befinden.
- Am 9. Oktober 2020 erschien das Kompilationsalbum GIMME SOME TRUTH., das neuabgemischte Lieder beinhaltet, so auch Give Peace a Chance.
- Am 23. April 2021 erschien die bisher inhaltlich umfangreichste Wiederveröffentlichung der John Lennon/Plastic Ono Band-Aufnahmen als Box-Set. Die Lieder des Albums wurden von Paul Hicks in den Abbey Road Studios und den The Hix Factory Studios neu abgemischt. Für die Neuabmischung gab Yoko Ono die Anweisung, dass der Sound des Albums und der Gesang von John Lennon klarer hörbar werden sollten. Darüber hinaus wurde auch eine 5.1-Abmischung hergestellt. Diese Ausgabe enthält neben der neuabgemischten Version von Give Peace a Chance auch eine längere Version (6:35). Weiterhin enthalten ist Take 2 (6:01) ohne Perkussion und weniger Chorgesang sowie der Elements Mix, der keine Overdubs enthält.[7] Give Peace a Chance wurde als eines der drei Bonusstücke der Einzel-CD-Ausgabe hinzugefügt.

## Rezeption

### Verwendung
- Das Lied ist bis heute eine überaus populäre Hymne bei Friedensprotesten. Am 15. Oktober 1969 wurde es von einer halben Million Demonstranten in Washington, D.C. am Tag des Vietnam-Moratoriums gesungen, in einer Interpretation, die von dem Folksänger Pete Seeger angeführt wurde. John Lennon sagte 1970 dazu: „Dafür war es da. Ich glaube, ich habe es gehört […] Ich weiß es nicht, ich erinnere mich nur, dass ich sie alle singen hörte. Ich weiß nicht, ob es im Radio oder im Fernsehen war, aber das war ein sehr großer Moment für mich.“
- In dem Film Blutige Erdbeeren (1970) intonieren Studenten im Kreis sitzend den Song, dabei rhythmisch in die Hände und auf den Boden klatschend, und protestieren dabei gegen die drohende gewaltsame Räumung ihrer Universität.
- Das Lied I’ve Seen All Good People der Band Yes auf The Yes Album (1971) enthielt ein Zitat des Refrains von Give Peace a Chance.
- Dem Vorbild folgend sangen auch Jugendliche in der DDR den Song in Diskotheken und bei dem größten Jugendprotest zum Tag der Republik am 7. Oktober 1977.
- Der Komponist und Arrangeur Colin Towns veröffentlichte 2010 eine Neuvertonung von Give Peace a Chance zusammen mit der NDR Bigband. Dabei unterlegte er die Aufnahme mit Zitaten heutiger Politiker wie Gerhard Schröder, Angela Merkel, Barack Obama und Wladimir Putin zum Thema Irakkrieg.
- Als Zeichen der Solidarität gegen den russischen Überfall auf die Ukraine spielten zahlreiche Radiosender in Europa, darunter mehr als 200 aus Deutschland, in ihren Programmen am Morgen des 4. März 2022 zeitgleich um 8:45 Uhr das Lied.[8]

### Chartplatzierungen
| ChartsChartplatzierungen       | Höchstplatzierung | Wochen/ Monate |
| ------------------------------ | ----------------- | -------------- |
| Deutschland (GfK)              | 4 (29 Wo.)        | 29 Wo.         |
| Österreich (Ö3)                | 2 (4 Mt.)         | 4 Mt.          |
| Schweiz (IFPI)                 | 4 (11 Wo.)        | 11 Wo.         |
| Vereinigtes Königreich (OCC)   | 2 (18 Wo.)        | 18 Wo.         |
| Vereinigte Staaten (Billboard) | 14 (9 Wo.)        | 9 Wo.          |

## Coverversionen
Es gibt über 65 Coverversionen von Give Peace a Chance.
Im November 1990 veröffentlichte Paul McCartney auf seiner Single All My Trials ein Livemedley aus Lennon-Kompositionen: Strawberry Fields Forever – Help! – Give Peace a Chance.